# Lily freiheit
リリィは日本のタップダンサー、タップアーティスト。東京・ニューヨークを拠点に活動している。ソロパフォーマーとしての映画やTVCM、企業イベント出演のほか、演出・振付も手がける。

## 来歴
出身は岡山県。学生時代より、地域の町おこしや活性化に興味を持ち、大学在学中にはコモンズの研究も行う。大学教授を目指すも、ハード面での社会貢献よりソフト面での社会貢献が必要と感じ、タップダンサーという道を歩む。中央大学法学部卒業後、ニューヨークへ単身渡米し、コットンクラブにも出演する。
2011年3月、東日本大震災の発生を受け、宮城県気仙沼市へ出向く。市民ボランティアとして、被災物の片付け等を手伝い、帰京後『Freiheit Tap Contribution Project』を立ち上げる。
タップダンスを通じて社会貢献活動を行うことをコンセプトに、東日本大震災復興支援活動から、小中学校でのキャリアデザイン教育、高校・大学での講演会講師、福祉施設訪問なども行う。
後身の育成のため、タップダンススタジオ「Tap Dance Company Freiheit」（東京都国分寺市）にを主宰・開設している。

## 出演
- DMM.display 江口洋介主演 TVCM
- 水谷豊監督映画『TAP THE LAST SHOW』
- THRMOS ヴェクロス WEBCM
- DAMIANI ダミアーニ銀座タワー1st Anniversary
- LeSportsac レスポートサック表参道旗艦店リニューアルレセプション
- Veuve Clicquot ヴーヴ・クリコ Yellow Summer 他